# Décembre 1786

## Événements
- 4 décembre :

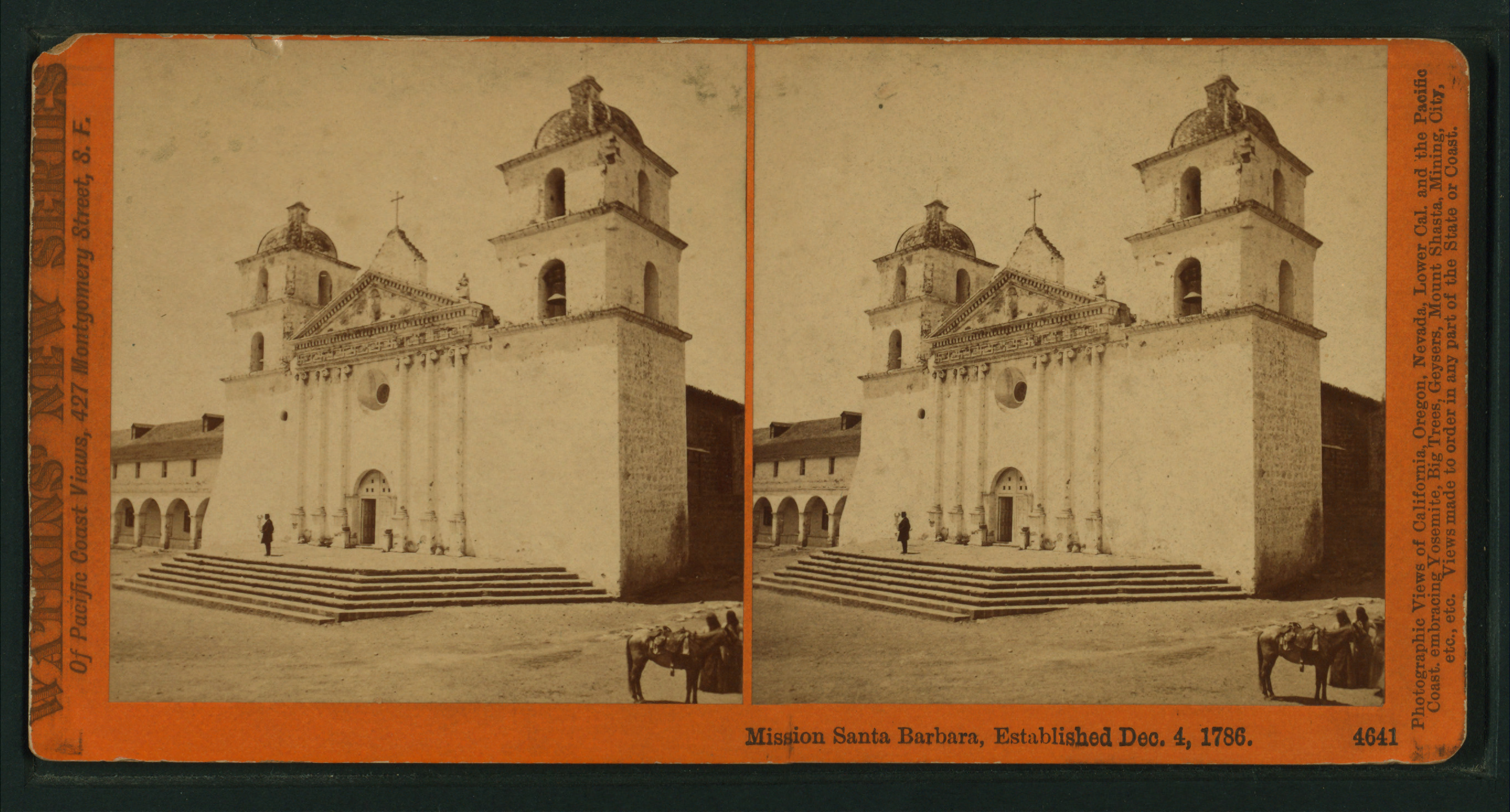
Mission Santa Barbara

  - Fondation de la mission Santa Barbara en Californie[1].
  - Réformes administratives au Mexique. Le roi Charles III d'Espagne nomme douze intendants pour gouverner la Nouvelle-Espagne à la place des alcades, mayores et corregidores[2]. Des tensions sociales naissent de la croissance économique et sociale et du mécontentement des classes moyennes lié aux réformes[3].

## Naissances
- 7 décembre : Friedrich Ludwig Koch (mort en 1865), pharmacien allemand.
- 8 décembre : Jean de Charpentier (mort en 1855), géologue germano-suisse.
- 11 décembre : William John Bankes (mort en 1855), explorateur, égyptologue et aventurier anglais.
- 12 décembre : William Learned Marcy (décès le 4 juillet 1857) était un homme d'État américain, sénateur, gouverneur de l'État de New York. Il fut Secrétaire à la Guerre et Secrétaire d'État.

## Décès
- 20 décembre : abbé Nicolas Thyrel de Boismont, membre de l'Académie française.